# Fianchetto
|   | a | b | c | d | e | f | g | h |   |
| 8 | a8 černý věž · b8 černý jezdec · d8 černý dáma · e8 černý král · f8 černý střelec · g8 černý jezdec · h8 černý věž · a7 černý pěšec · b7 černý střelec · c7 černý pěšec · d7 černý pěšec · e7 černý pěšec · f7 černý pěšec · g7 černý pěšec · h7 černý pěšec · b5 černý pěšec · a3 bílý střelec · b3 bílý pěšec · g3 bílý pěšec · a2 bílý pěšec · c2 bílý pěšec · d2 bílý pěšec · e2 bílý pěšec · f2 bílý pěšec · g2 bílý střelec · h2 bílý pěšec · a1 bílý věž · b1 bílý jezdec · d1 bílý dáma · e1 bílý král · g1 bílý jezdec · h1 bílý věž | a8 černý věž · b8 černý jezdec · d8 černý dáma · e8 černý král · f8 černý střelec · g8 černý jezdec · h8 černý věž · a7 černý pěšec · b7 černý střelec · c7 černý pěšec · d7 černý pěšec · e7 černý pěšec · f7 černý pěšec · g7 černý pěšec · h7 černý pěšec · b5 černý pěšec · a3 bílý střelec · b3 bílý pěšec · g3 bílý pěšec · a2 bílý pěšec · c2 bílý pěšec · d2 bílý pěšec · e2 bílý pěšec · f2 bílý pěšec · g2 bílý střelec · h2 bílý pěšec · a1 bílý věž · b1 bílý jezdec · d1 bílý dáma · e1 bílý král · g1 bílý jezdec · h1 bílý věž | a8 černý věž · b8 černý jezdec · d8 černý dáma · e8 černý král · f8 černý střelec · g8 černý jezdec · h8 černý věž · a7 černý pěšec · b7 černý střelec · c7 černý pěšec · d7 černý pěšec · e7 černý pěšec · f7 černý pěšec · g7 černý pěšec · h7 černý pěšec · b5 černý pěšec · a3 bílý střelec · b3 bílý pěšec · g3 bílý pěšec · a2 bílý pěšec · c2 bílý pěšec · d2 bílý pěšec · e2 bílý pěšec · f2 bílý pěšec · g2 bílý střelec · h2 bílý pěšec · a1 bílý věž · b1 bílý jezdec · d1 bílý dáma · e1 bílý král · g1 bílý jezdec · h1 bílý věž | a8 černý věž · b8 černý jezdec · d8 černý dáma · e8 černý král · f8 černý střelec · g8 černý jezdec · h8 černý věž · a7 černý pěšec · b7 černý střelec · c7 černý pěšec · d7 černý pěšec · e7 černý pěšec · f7 černý pěšec · g7 černý pěšec · h7 černý pěšec · b5 černý pěšec · a3 bílý střelec · b3 bílý pěšec · g3 bílý pěšec · a2 bílý pěšec · c2 bílý pěšec · d2 bílý pěšec · e2 bílý pěšec · f2 bílý pěšec · g2 bílý střelec · h2 bílý pěšec · a1 bílý věž · b1 bílý jezdec · d1 bílý dáma · e1 bílý král · g1 bílý jezdec · h1 bílý věž | a8 černý věž · b8 černý jezdec · d8 černý dáma · e8 černý král · f8 černý střelec · g8 černý jezdec · h8 černý věž · a7 černý pěšec · b7 černý střelec · c7 černý pěšec · d7 černý pěšec · e7 černý pěšec · f7 černý pěšec · g7 černý pěšec · h7 černý pěšec · b5 černý pěšec · a3 bílý střelec · b3 bílý pěšec · g3 bílý pěšec · a2 bílý pěšec · c2 bílý pěšec · d2 bílý pěšec · e2 bílý pěšec · f2 bílý pěšec · g2 bílý střelec · h2 bílý pěšec · a1 bílý věž · b1 bílý jezdec · d1 bílý dáma · e1 bílý král · g1 bílý jezdec · h1 bílý věž | a8 černý věž · b8 černý jezdec · d8 černý dáma · e8 černý král · f8 černý střelec · g8 černý jezdec · h8 černý věž · a7 černý pěšec · b7 černý střelec · c7 černý pěšec · d7 černý pěšec · e7 černý pěšec · f7 černý pěšec · g7 černý pěšec · h7 černý pěšec · b5 černý pěšec · a3 bílý střelec · b3 bílý pěšec · g3 bílý pěšec · a2 bílý pěšec · c2 bílý pěšec · d2 bílý pěšec · e2 bílý pěšec · f2 bílý pěšec · g2 bílý střelec · h2 bílý pěšec · a1 bílý věž · b1 bílý jezdec · d1 bílý dáma · e1 bílý král · g1 bílý jezdec · h1 bílý věž | a8 černý věž · b8 černý jezdec · d8 černý dáma · e8 černý král · f8 černý střelec · g8 černý jezdec · h8 černý věž · a7 černý pěšec · b7 černý střelec · c7 černý pěšec · d7 černý pěšec · e7 černý pěšec · f7 černý pěšec · g7 černý pěšec · h7 černý pěšec · b5 černý pěšec · a3 bílý střelec · b3 bílý pěšec · g3 bílý pěšec · a2 bílý pěšec · c2 bílý pěšec · d2 bílý pěšec · e2 bílý pěšec · f2 bílý pěšec · g2 bílý střelec · h2 bílý pěšec · a1 bílý věž · b1 bílý jezdec · d1 bílý dáma · e1 bílý král · g1 bílý jezdec · h1 bílý věž | a8 černý věž · b8 černý jezdec · d8 černý dáma · e8 černý král · f8 černý střelec · g8 černý jezdec · h8 černý věž · a7 černý pěšec · b7 černý střelec · c7 černý pěšec · d7 černý pěšec · e7 černý pěšec · f7 černý pěšec · g7 černý pěšec · h7 černý pěšec · b5 černý pěšec · a3 bílý střelec · b3 bílý pěšec · g3 bílý pěšec · a2 bílý pěšec · c2 bílý pěšec · d2 bílý pěšec · e2 bílý pěšec · f2 bílý pěšec · g2 bílý střelec · h2 bílý pěšec · a1 bílý věž · b1 bílý jezdec · d1 bílý dáma · e1 bílý král · g1 bílý jezdec · h1 bílý věž | 8 |
| 7 | a8 černý věž · b8 černý jezdec · d8 černý dáma · e8 černý král · f8 černý střelec · g8 černý jezdec · h8 černý věž · a7 černý pěšec · b7 černý střelec · c7 černý pěšec · d7 černý pěšec · e7 černý pěšec · f7 černý pěšec · g7 černý pěšec · h7 černý pěšec · b5 černý pěšec · a3 bílý střelec · b3 bílý pěšec · g3 bílý pěšec · a2 bílý pěšec · c2 bílý pěšec · d2 bílý pěšec · e2 bílý pěšec · f2 bílý pěšec · g2 bílý střelec · h2 bílý pěšec · a1 bílý věž · b1 bílý jezdec · d1 bílý dáma · e1 bílý král · g1 bílý jezdec · h1 bílý věž | a8 černý věž · b8 černý jezdec · d8 černý dáma · e8 černý král · f8 černý střelec · g8 černý jezdec · h8 černý věž · a7 černý pěšec · b7 černý střelec · c7 černý pěšec · d7 černý pěšec · e7 černý pěšec · f7 černý pěšec · g7 černý pěšec · h7 černý pěšec · b5 černý pěšec · a3 bílý střelec · b3 bílý pěšec · g3 bílý pěšec · a2 bílý pěšec · c2 bílý pěšec · d2 bílý pěšec · e2 bílý pěšec · f2 bílý pěšec · g2 bílý střelec · h2 bílý pěšec · a1 bílý věž · b1 bílý jezdec · d1 bílý dáma · e1 bílý král · g1 bílý jezdec · h1 bílý věž | a8 černý věž · b8 černý jezdec · d8 černý dáma · e8 černý král · f8 černý střelec · g8 černý jezdec · h8 černý věž · a7 černý pěšec · b7 černý střelec · c7 černý pěšec · d7 černý pěšec · e7 černý pěšec · f7 černý pěšec · g7 černý pěšec · h7 černý pěšec · b5 černý pěšec · a3 bílý střelec · b3 bílý pěšec · g3 bílý pěšec · a2 bílý pěšec · c2 bílý pěšec · d2 bílý pěšec · e2 bílý pěšec · f2 bílý pěšec · g2 bílý střelec · h2 bílý pěšec · a1 bílý věž · b1 bílý jezdec · d1 bílý dáma · e1 bílý král · g1 bílý jezdec · h1 bílý věž | a8 černý věž · b8 černý jezdec · d8 černý dáma · e8 černý král · f8 černý střelec · g8 černý jezdec · h8 černý věž · a7 černý pěšec · b7 černý střelec · c7 černý pěšec · d7 černý pěšec · e7 černý pěšec · f7 černý pěšec · g7 černý pěšec · h7 černý pěšec · b5 černý pěšec · a3 bílý střelec · b3 bílý pěšec · g3 bílý pěšec · a2 bílý pěšec · c2 bílý pěšec · d2 bílý pěšec · e2 bílý pěšec · f2 bílý pěšec · g2 bílý střelec · h2 bílý pěšec · a1 bílý věž · b1 bílý jezdec · d1 bílý dáma · e1 bílý král · g1 bílý jezdec · h1 bílý věž | a8 černý věž · b8 černý jezdec · d8 černý dáma · e8 černý král · f8 černý střelec · g8 černý jezdec · h8 černý věž · a7 černý pěšec · b7 černý střelec · c7 černý pěšec · d7 černý pěšec · e7 černý pěšec · f7 černý pěšec · g7 černý pěšec · h7 černý pěšec · b5 černý pěšec · a3 bílý střelec · b3 bílý pěšec · g3 bílý pěšec · a2 bílý pěšec · c2 bílý pěšec · d2 bílý pěšec · e2 bílý pěšec · f2 bílý pěšec · g2 bílý střelec · h2 bílý pěšec · a1 bílý věž · b1 bílý jezdec · d1 bílý dáma · e1 bílý král · g1 bílý jezdec · h1 bílý věž | a8 černý věž · b8 černý jezdec · d8 černý dáma · e8 černý král · f8 černý střelec · g8 černý jezdec · h8 černý věž · a7 černý pěšec · b7 černý střelec · c7 černý pěšec · d7 černý pěšec · e7 černý pěšec · f7 černý pěšec · g7 černý pěšec · h7 černý pěšec · b5 černý pěšec · a3 bílý střelec · b3 bílý pěšec · g3 bílý pěšec · a2 bílý pěšec · c2 bílý pěšec · d2 bílý pěšec · e2 bílý pěšec · f2 bílý pěšec · g2 bílý střelec · h2 bílý pěšec · a1 bílý věž · b1 bílý jezdec · d1 bílý dáma · e1 bílý král · g1 bílý jezdec · h1 bílý věž | a8 černý věž · b8 černý jezdec · d8 černý dáma · e8 černý král · f8 černý střelec · g8 černý jezdec · h8 černý věž · a7 černý pěšec · b7 černý střelec · c7 černý pěšec · d7 černý pěšec · e7 černý pěšec · f7 černý pěšec · g7 černý pěšec · h7 černý pěšec · b5 černý pěšec · a3 bílý střelec · b3 bílý pěšec · g3 bílý pěšec · a2 bílý pěšec · c2 bílý pěšec · d2 bílý pěšec · e2 bílý pěšec · f2 bílý pěšec · g2 bílý střelec · h2 bílý pěšec · a1 bílý věž · b1 bílý jezdec · d1 bílý dáma · e1 bílý král · g1 bílý jezdec · h1 bílý věž | a8 černý věž · b8 černý jezdec · d8 černý dáma · e8 černý král · f8 černý střelec · g8 černý jezdec · h8 černý věž · a7 černý pěšec · b7 černý střelec · c7 černý pěšec · d7 černý pěšec · e7 černý pěšec · f7 černý pěšec · g7 černý pěšec · h7 černý pěšec · b5 černý pěšec · a3 bílý střelec · b3 bílý pěšec · g3 bílý pěšec · a2 bílý pěšec · c2 bílý pěšec · d2 bílý pěšec · e2 bílý pěšec · f2 bílý pěšec · g2 bílý střelec · h2 bílý pěšec · a1 bílý věž · b1 bílý jezdec · d1 bílý dáma · e1 bílý král · g1 bílý jezdec · h1 bílý věž | 7 |
| 6 | a8 černý věž · b8 černý jezdec · d8 černý dáma · e8 černý král · f8 černý střelec · g8 černý jezdec · h8 černý věž · a7 černý pěšec · b7 černý střelec · c7 černý pěšec · d7 černý pěšec · e7 černý pěšec · f7 černý pěšec · g7 černý pěšec · h7 černý pěšec · b5 černý pěšec · a3 bílý střelec · b3 bílý pěšec · g3 bílý pěšec · a2 bílý pěšec · c2 bílý pěšec · d2 bílý pěšec · e2 bílý pěšec · f2 bílý pěšec · g2 bílý střelec · h2 bílý pěšec · a1 bílý věž · b1 bílý jezdec · d1 bílý dáma · e1 bílý král · g1 bílý jezdec · h1 bílý věž | a8 černý věž · b8 černý jezdec · d8 černý dáma · e8 černý král · f8 černý střelec · g8 černý jezdec · h8 černý věž · a7 černý pěšec · b7 černý střelec · c7 černý pěšec · d7 černý pěšec · e7 černý pěšec · f7 černý pěšec · g7 černý pěšec · h7 černý pěšec · b5 černý pěšec · a3 bílý střelec · b3 bílý pěšec · g3 bílý pěšec · a2 bílý pěšec · c2 bílý pěšec · d2 bílý pěšec · e2 bílý pěšec · f2 bílý pěšec · g2 bílý střelec · h2 bílý pěšec · a1 bílý věž · b1 bílý jezdec · d1 bílý dáma · e1 bílý král · g1 bílý jezdec · h1 bílý věž | a8 černý věž · b8 černý jezdec · d8 černý dáma · e8 černý král · f8 černý střelec · g8 černý jezdec · h8 černý věž · a7 černý pěšec · b7 černý střelec · c7 černý pěšec · d7 černý pěšec · e7 černý pěšec · f7 černý pěšec · g7 černý pěšec · h7 černý pěšec · b5 černý pěšec · a3 bílý střelec · b3 bílý pěšec · g3 bílý pěšec · a2 bílý pěšec · c2 bílý pěšec · d2 bílý pěšec · e2 bílý pěšec · f2 bílý pěšec · g2 bílý střelec · h2 bílý pěšec · a1 bílý věž · b1 bílý jezdec · d1 bílý dáma · e1 bílý král · g1 bílý jezdec · h1 bílý věž | a8 černý věž · b8 černý jezdec · d8 černý dáma · e8 černý král · f8 černý střelec · g8 černý jezdec · h8 černý věž · a7 černý pěšec · b7 černý střelec · c7 černý pěšec · d7 černý pěšec · e7 černý pěšec · f7 černý pěšec · g7 černý pěšec · h7 černý pěšec · b5 černý pěšec · a3 bílý střelec · b3 bílý pěšec · g3 bílý pěšec · a2 bílý pěšec · c2 bílý pěšec · d2 bílý pěšec · e2 bílý pěšec · f2 bílý pěšec · g2 bílý střelec · h2 bílý pěšec · a1 bílý věž · b1 bílý jezdec · d1 bílý dáma · e1 bílý král · g1 bílý jezdec · h1 bílý věž | a8 černý věž · b8 černý jezdec · d8 černý dáma · e8 černý král · f8 černý střelec · g8 černý jezdec · h8 černý věž · a7 černý pěšec · b7 černý střelec · c7 černý pěšec · d7 černý pěšec · e7 černý pěšec · f7 černý pěšec · g7 černý pěšec · h7 černý pěšec · b5 černý pěšec · a3 bílý střelec · b3 bílý pěšec · g3 bílý pěšec · a2 bílý pěšec · c2 bílý pěšec · d2 bílý pěšec · e2 bílý pěšec · f2 bílý pěšec · g2 bílý střelec · h2 bílý pěšec · a1 bílý věž · b1 bílý jezdec · d1 bílý dáma · e1 bílý král · g1 bílý jezdec · h1 bílý věž | a8 černý věž · b8 černý jezdec · d8 černý dáma · e8 černý král · f8 černý střelec · g8 černý jezdec · h8 černý věž · a7 černý pěšec · b7 černý střelec · c7 černý pěšec · d7 černý pěšec · e7 černý pěšec · f7 černý pěšec · g7 černý pěšec · h7 černý pěšec · b5 černý pěšec · a3 bílý střelec · b3 bílý pěšec · g3 bílý pěšec · a2 bílý pěšec · c2 bílý pěšec · d2 bílý pěšec · e2 bílý pěšec · f2 bílý pěšec · g2 bílý střelec · h2 bílý pěšec · a1 bílý věž · b1 bílý jezdec · d1 bílý dáma · e1 bílý král · g1 bílý jezdec · h1 bílý věž | a8 černý věž · b8 černý jezdec · d8 černý dáma · e8 černý král · f8 černý střelec · g8 černý jezdec · h8 černý věž · a7 černý pěšec · b7 černý střelec · c7 černý pěšec · d7 černý pěšec · e7 černý pěšec · f7 černý pěšec · g7 černý pěšec · h7 černý pěšec · b5 černý pěšec · a3 bílý střelec · b3 bílý pěšec · g3 bílý pěšec · a2 bílý pěšec · c2 bílý pěšec · d2 bílý pěšec · e2 bílý pěšec · f2 bílý pěšec · g2 bílý střelec · h2 bílý pěšec · a1 bílý věž · b1 bílý jezdec · d1 bílý dáma · e1 bílý král · g1 bílý jezdec · h1 bílý věž | a8 černý věž · b8 černý jezdec · d8 černý dáma · e8 černý král · f8 černý střelec · g8 černý jezdec · h8 černý věž · a7 černý pěšec · b7 černý střelec · c7 černý pěšec · d7 černý pěšec · e7 černý pěšec · f7 černý pěšec · g7 černý pěšec · h7 černý pěšec · b5 černý pěšec · a3 bílý střelec · b3 bílý pěšec · g3 bílý pěšec · a2 bílý pěšec · c2 bílý pěšec · d2 bílý pěšec · e2 bílý pěšec · f2 bílý pěšec · g2 bílý střelec · h2 bílý pěšec · a1 bílý věž · b1 bílý jezdec · d1 bílý dáma · e1 bílý král · g1 bílý jezdec · h1 bílý věž | 6 |
| 5 | a8 černý věž · b8 černý jezdec · d8 černý dáma · e8 černý král · f8 černý střelec · g8 černý jezdec · h8 černý věž · a7 černý pěšec · b7 černý střelec · c7 černý pěšec · d7 černý pěšec · e7 černý pěšec · f7 černý pěšec · g7 černý pěšec · h7 černý pěšec · b5 černý pěšec · a3 bílý střelec · b3 bílý pěšec · g3 bílý pěšec · a2 bílý pěšec · c2 bílý pěšec · d2 bílý pěšec · e2 bílý pěšec · f2 bílý pěšec · g2 bílý střelec · h2 bílý pěšec · a1 bílý věž · b1 bílý jezdec · d1 bílý dáma · e1 bílý král · g1 bílý jezdec · h1 bílý věž | a8 černý věž · b8 černý jezdec · d8 černý dáma · e8 černý král · f8 černý střelec · g8 černý jezdec · h8 černý věž · a7 černý pěšec · b7 černý střelec · c7 černý pěšec · d7 černý pěšec · e7 černý pěšec · f7 černý pěšec · g7 černý pěšec · h7 černý pěšec · b5 černý pěšec · a3 bílý střelec · b3 bílý pěšec · g3 bílý pěšec · a2 bílý pěšec · c2 bílý pěšec · d2 bílý pěšec · e2 bílý pěšec · f2 bílý pěšec · g2 bílý střelec · h2 bílý pěšec · a1 bílý věž · b1 bílý jezdec · d1 bílý dáma · e1 bílý král · g1 bílý jezdec · h1 bílý věž | a8 černý věž · b8 černý jezdec · d8 černý dáma · e8 černý král · f8 černý střelec · g8 černý jezdec · h8 černý věž · a7 černý pěšec · b7 černý střelec · c7 černý pěšec · d7 černý pěšec · e7 černý pěšec · f7 černý pěšec · g7 černý pěšec · h7 černý pěšec · b5 černý pěšec · a3 bílý střelec · b3 bílý pěšec · g3 bílý pěšec · a2 bílý pěšec · c2 bílý pěšec · d2 bílý pěšec · e2 bílý pěšec · f2 bílý pěšec · g2 bílý střelec · h2 bílý pěšec · a1 bílý věž · b1 bílý jezdec · d1 bílý dáma · e1 bílý král · g1 bílý jezdec · h1 bílý věž | a8 černý věž · b8 černý jezdec · d8 černý dáma · e8 černý král · f8 černý střelec · g8 černý jezdec · h8 černý věž · a7 černý pěšec · b7 černý střelec · c7 černý pěšec · d7 černý pěšec · e7 černý pěšec · f7 černý pěšec · g7 černý pěšec · h7 černý pěšec · b5 černý pěšec · a3 bílý střelec · b3 bílý pěšec · g3 bílý pěšec · a2 bílý pěšec · c2 bílý pěšec · d2 bílý pěšec · e2 bílý pěšec · f2 bílý pěšec · g2 bílý střelec · h2 bílý pěšec · a1 bílý věž · b1 bílý jezdec · d1 bílý dáma · e1 bílý král · g1 bílý jezdec · h1 bílý věž | a8 černý věž · b8 černý jezdec · d8 černý dáma · e8 černý král · f8 černý střelec · g8 černý jezdec · h8 černý věž · a7 černý pěšec · b7 černý střelec · c7 černý pěšec · d7 černý pěšec · e7 černý pěšec · f7 černý pěšec · g7 černý pěšec · h7 černý pěšec · b5 černý pěšec · a3 bílý střelec · b3 bílý pěšec · g3 bílý pěšec · a2 bílý pěšec · c2 bílý pěšec · d2 bílý pěšec · e2 bílý pěšec · f2 bílý pěšec · g2 bílý střelec · h2 bílý pěšec · a1 bílý věž · b1 bílý jezdec · d1 bílý dáma · e1 bílý král · g1 bílý jezdec · h1 bílý věž | a8 černý věž · b8 černý jezdec · d8 černý dáma · e8 černý král · f8 černý střelec · g8 černý jezdec · h8 černý věž · a7 černý pěšec · b7 černý střelec · c7 černý pěšec · d7 černý pěšec · e7 černý pěšec · f7 černý pěšec · g7 černý pěšec · h7 černý pěšec · b5 černý pěšec · a3 bílý střelec · b3 bílý pěšec · g3 bílý pěšec · a2 bílý pěšec · c2 bílý pěšec · d2 bílý pěšec · e2 bílý pěšec · f2 bílý pěšec · g2 bílý střelec · h2 bílý pěšec · a1 bílý věž · b1 bílý jezdec · d1 bílý dáma · e1 bílý král · g1 bílý jezdec · h1 bílý věž | a8 černý věž · b8 černý jezdec · d8 černý dáma · e8 černý král · f8 černý střelec · g8 černý jezdec · h8 černý věž · a7 černý pěšec · b7 černý střelec · c7 černý pěšec · d7 černý pěšec · e7 černý pěšec · f7 černý pěšec · g7 černý pěšec · h7 černý pěšec · b5 černý pěšec · a3 bílý střelec · b3 bílý pěšec · g3 bílý pěšec · a2 bílý pěšec · c2 bílý pěšec · d2 bílý pěšec · e2 bílý pěšec · f2 bílý pěšec · g2 bílý střelec · h2 bílý pěšec · a1 bílý věž · b1 bílý jezdec · d1 bílý dáma · e1 bílý král · g1 bílý jezdec · h1 bílý věž | a8 černý věž · b8 černý jezdec · d8 černý dáma · e8 černý král · f8 černý střelec · g8 černý jezdec · h8 černý věž · a7 černý pěšec · b7 černý střelec · c7 černý pěšec · d7 černý pěšec · e7 černý pěšec · f7 černý pěšec · g7 černý pěšec · h7 černý pěšec · b5 černý pěšec · a3 bílý střelec · b3 bílý pěšec · g3 bílý pěšec · a2 bílý pěšec · c2 bílý pěšec · d2 bílý pěšec · e2 bílý pěšec · f2 bílý pěšec · g2 bílý střelec · h2 bílý pěšec · a1 bílý věž · b1 bílý jezdec · d1 bílý dáma · e1 bílý král · g1 bílý jezdec · h1 bílý věž | 5 |
| 4 | a8 černý věž · b8 černý jezdec · d8 černý dáma · e8 černý král · f8 černý střelec · g8 černý jezdec · h8 černý věž · a7 černý pěšec · b7 černý střelec · c7 černý pěšec · d7 černý pěšec · e7 černý pěšec · f7 černý pěšec · g7 černý pěšec · h7 černý pěšec · b5 černý pěšec · a3 bílý střelec · b3 bílý pěšec · g3 bílý pěšec · a2 bílý pěšec · c2 bílý pěšec · d2 bílý pěšec · e2 bílý pěšec · f2 bílý pěšec · g2 bílý střelec · h2 bílý pěšec · a1 bílý věž · b1 bílý jezdec · d1 bílý dáma · e1 bílý král · g1 bílý jezdec · h1 bílý věž | a8 černý věž · b8 černý jezdec · d8 černý dáma · e8 černý král · f8 černý střelec · g8 černý jezdec · h8 černý věž · a7 černý pěšec · b7 černý střelec · c7 černý pěšec · d7 černý pěšec · e7 černý pěšec · f7 černý pěšec · g7 černý pěšec · h7 černý pěšec · b5 černý pěšec · a3 bílý střelec · b3 bílý pěšec · g3 bílý pěšec · a2 bílý pěšec · c2 bílý pěšec · d2 bílý pěšec · e2 bílý pěšec · f2 bílý pěšec · g2 bílý střelec · h2 bílý pěšec · a1 bílý věž · b1 bílý jezdec · d1 bílý dáma · e1 bílý král · g1 bílý jezdec · h1 bílý věž | a8 černý věž · b8 černý jezdec · d8 černý dáma · e8 černý král · f8 černý střelec · g8 černý jezdec · h8 černý věž · a7 černý pěšec · b7 černý střelec · c7 černý pěšec · d7 černý pěšec · e7 černý pěšec · f7 černý pěšec · g7 černý pěšec · h7 černý pěšec · b5 černý pěšec · a3 bílý střelec · b3 bílý pěšec · g3 bílý pěšec · a2 bílý pěšec · c2 bílý pěšec · d2 bílý pěšec · e2 bílý pěšec · f2 bílý pěšec · g2 bílý střelec · h2 bílý pěšec · a1 bílý věž · b1 bílý jezdec · d1 bílý dáma · e1 bílý král · g1 bílý jezdec · h1 bílý věž | a8 černý věž · b8 černý jezdec · d8 černý dáma · e8 černý král · f8 černý střelec · g8 černý jezdec · h8 černý věž · a7 černý pěšec · b7 černý střelec · c7 černý pěšec · d7 černý pěšec · e7 černý pěšec · f7 černý pěšec · g7 černý pěšec · h7 černý pěšec · b5 černý pěšec · a3 bílý střelec · b3 bílý pěšec · g3 bílý pěšec · a2 bílý pěšec · c2 bílý pěšec · d2 bílý pěšec · e2 bílý pěšec · f2 bílý pěšec · g2 bílý střelec · h2 bílý pěšec · a1 bílý věž · b1 bílý jezdec · d1 bílý dáma · e1 bílý král · g1 bílý jezdec · h1 bílý věž | a8 černý věž · b8 černý jezdec · d8 černý dáma · e8 černý král · f8 černý střelec · g8 černý jezdec · h8 černý věž · a7 černý pěšec · b7 černý střelec · c7 černý pěšec · d7 černý pěšec · e7 černý pěšec · f7 černý pěšec · g7 černý pěšec · h7 černý pěšec · b5 černý pěšec · a3 bílý střelec · b3 bílý pěšec · g3 bílý pěšec · a2 bílý pěšec · c2 bílý pěšec · d2 bílý pěšec · e2 bílý pěšec · f2 bílý pěšec · g2 bílý střelec · h2 bílý pěšec · a1 bílý věž · b1 bílý jezdec · d1 bílý dáma · e1 bílý král · g1 bílý jezdec · h1 bílý věž | a8 černý věž · b8 černý jezdec · d8 černý dáma · e8 černý král · f8 černý střelec · g8 černý jezdec · h8 černý věž · a7 černý pěšec · b7 černý střelec · c7 černý pěšec · d7 černý pěšec · e7 černý pěšec · f7 černý pěšec · g7 černý pěšec · h7 černý pěšec · b5 černý pěšec · a3 bílý střelec · b3 bílý pěšec · g3 bílý pěšec · a2 bílý pěšec · c2 bílý pěšec · d2 bílý pěšec · e2 bílý pěšec · f2 bílý pěšec · g2 bílý střelec · h2 bílý pěšec · a1 bílý věž · b1 bílý jezdec · d1 bílý dáma · e1 bílý král · g1 bílý jezdec · h1 bílý věž | a8 černý věž · b8 černý jezdec · d8 černý dáma · e8 černý král · f8 černý střelec · g8 černý jezdec · h8 černý věž · a7 černý pěšec · b7 černý střelec · c7 černý pěšec · d7 černý pěšec · e7 černý pěšec · f7 černý pěšec · g7 černý pěšec · h7 černý pěšec · b5 černý pěšec · a3 bílý střelec · b3 bílý pěšec · g3 bílý pěšec · a2 bílý pěšec · c2 bílý pěšec · d2 bílý pěšec · e2 bílý pěšec · f2 bílý pěšec · g2 bílý střelec · h2 bílý pěšec · a1 bílý věž · b1 bílý jezdec · d1 bílý dáma · e1 bílý král · g1 bílý jezdec · h1 bílý věž | a8 černý věž · b8 černý jezdec · d8 černý dáma · e8 černý král · f8 černý střelec · g8 černý jezdec · h8 černý věž · a7 černý pěšec · b7 černý střelec · c7 černý pěšec · d7 černý pěšec · e7 černý pěšec · f7 černý pěšec · g7 černý pěšec · h7 černý pěšec · b5 černý pěšec · a3 bílý střelec · b3 bílý pěšec · g3 bílý pěšec · a2 bílý pěšec · c2 bílý pěšec · d2 bílý pěšec · e2 bílý pěšec · f2 bílý pěšec · g2 bílý střelec · h2 bílý pěšec · a1 bílý věž · b1 bílý jezdec · d1 bílý dáma · e1 bílý král · g1 bílý jezdec · h1 bílý věž | 4 |
| 3 | a8 černý věž · b8 černý jezdec · d8 černý dáma · e8 černý král · f8 černý střelec · g8 černý jezdec · h8 černý věž · a7 černý pěšec · b7 černý střelec · c7 černý pěšec · d7 černý pěšec · e7 černý pěšec · f7 černý pěšec · g7 černý pěšec · h7 černý pěšec · b5 černý pěšec · a3 bílý střelec · b3 bílý pěšec · g3 bílý pěšec · a2 bílý pěšec · c2 bílý pěšec · d2 bílý pěšec · e2 bílý pěšec · f2 bílý pěšec · g2 bílý střelec · h2 bílý pěšec · a1 bílý věž · b1 bílý jezdec · d1 bílý dáma · e1 bílý král · g1 bílý jezdec · h1 bílý věž | a8 černý věž · b8 černý jezdec · d8 černý dáma · e8 černý král · f8 černý střelec · g8 černý jezdec · h8 černý věž · a7 černý pěšec · b7 černý střelec · c7 černý pěšec · d7 černý pěšec · e7 černý pěšec · f7 černý pěšec · g7 černý pěšec · h7 černý pěšec · b5 černý pěšec · a3 bílý střelec · b3 bílý pěšec · g3 bílý pěšec · a2 bílý pěšec · c2 bílý pěšec · d2 bílý pěšec · e2 bílý pěšec · f2 bílý pěšec · g2 bílý střelec · h2 bílý pěšec · a1 bílý věž · b1 bílý jezdec · d1 bílý dáma · e1 bílý král · g1 bílý jezdec · h1 bílý věž | a8 černý věž · b8 černý jezdec · d8 černý dáma · e8 černý král · f8 černý střelec · g8 černý jezdec · h8 černý věž · a7 černý pěšec · b7 černý střelec · c7 černý pěšec · d7 černý pěšec · e7 černý pěšec · f7 černý pěšec · g7 černý pěšec · h7 černý pěšec · b5 černý pěšec · a3 bílý střelec · b3 bílý pěšec · g3 bílý pěšec · a2 bílý pěšec · c2 bílý pěšec · d2 bílý pěšec · e2 bílý pěšec · f2 bílý pěšec · g2 bílý střelec · h2 bílý pěšec · a1 bílý věž · b1 bílý jezdec · d1 bílý dáma · e1 bílý král · g1 bílý jezdec · h1 bílý věž | a8 černý věž · b8 černý jezdec · d8 černý dáma · e8 černý král · f8 černý střelec · g8 černý jezdec · h8 černý věž · a7 černý pěšec · b7 černý střelec · c7 černý pěšec · d7 černý pěšec · e7 černý pěšec · f7 černý pěšec · g7 černý pěšec · h7 černý pěšec · b5 černý pěšec · a3 bílý střelec · b3 bílý pěšec · g3 bílý pěšec · a2 bílý pěšec · c2 bílý pěšec · d2 bílý pěšec · e2 bílý pěšec · f2 bílý pěšec · g2 bílý střelec · h2 bílý pěšec · a1 bílý věž · b1 bílý jezdec · d1 bílý dáma · e1 bílý král · g1 bílý jezdec · h1 bílý věž | a8 černý věž · b8 černý jezdec · d8 černý dáma · e8 černý král · f8 černý střelec · g8 černý jezdec · h8 černý věž · a7 černý pěšec · b7 černý střelec · c7 černý pěšec · d7 černý pěšec · e7 černý pěšec · f7 černý pěšec · g7 černý pěšec · h7 černý pěšec · b5 černý pěšec · a3 bílý střelec · b3 bílý pěšec · g3 bílý pěšec · a2 bílý pěšec · c2 bílý pěšec · d2 bílý pěšec · e2 bílý pěšec · f2 bílý pěšec · g2 bílý střelec · h2 bílý pěšec · a1 bílý věž · b1 bílý jezdec · d1 bílý dáma · e1 bílý král · g1 bílý jezdec · h1 bílý věž | a8 černý věž · b8 černý jezdec · d8 černý dáma · e8 černý král · f8 černý střelec · g8 černý jezdec · h8 černý věž · a7 černý pěšec · b7 černý střelec · c7 černý pěšec · d7 černý pěšec · e7 černý pěšec · f7 černý pěšec · g7 černý pěšec · h7 černý pěšec · b5 černý pěšec · a3 bílý střelec · b3 bílý pěšec · g3 bílý pěšec · a2 bílý pěšec · c2 bílý pěšec · d2 bílý pěšec · e2 bílý pěšec · f2 bílý pěšec · g2 bílý střelec · h2 bílý pěšec · a1 bílý věž · b1 bílý jezdec · d1 bílý dáma · e1 bílý král · g1 bílý jezdec · h1 bílý věž | a8 černý věž · b8 černý jezdec · d8 černý dáma · e8 černý král · f8 černý střelec · g8 černý jezdec · h8 černý věž · a7 černý pěšec · b7 černý střelec · c7 černý pěšec · d7 černý pěšec · e7 černý pěšec · f7 černý pěšec · g7 černý pěšec · h7 černý pěšec · b5 černý pěšec · a3 bílý střelec · b3 bílý pěšec · g3 bílý pěšec · a2 bílý pěšec · c2 bílý pěšec · d2 bílý pěšec · e2 bílý pěšec · f2 bílý pěšec · g2 bílý střelec · h2 bílý pěšec · a1 bílý věž · b1 bílý jezdec · d1 bílý dáma · e1 bílý král · g1 bílý jezdec · h1 bílý věž | a8 černý věž · b8 černý jezdec · d8 černý dáma · e8 černý král · f8 černý střelec · g8 černý jezdec · h8 černý věž · a7 černý pěšec · b7 černý střelec · c7 černý pěšec · d7 černý pěšec · e7 černý pěšec · f7 černý pěšec · g7 černý pěšec · h7 černý pěšec · b5 černý pěšec · a3 bílý střelec · b3 bílý pěšec · g3 bílý pěšec · a2 bílý pěšec · c2 bílý pěšec · d2 bílý pěšec · e2 bílý pěšec · f2 bílý pěšec · g2 bílý střelec · h2 bílý pěšec · a1 bílý věž · b1 bílý jezdec · d1 bílý dáma · e1 bílý král · g1 bílý jezdec · h1 bílý věž | 3 |
| 2 | a8 černý věž · b8 černý jezdec · d8 černý dáma · e8 černý král · f8 černý střelec · g8 černý jezdec · h8 černý věž · a7 černý pěšec · b7 černý střelec · c7 černý pěšec · d7 černý pěšec · e7 černý pěšec · f7 černý pěšec · g7 černý pěšec · h7 černý pěšec · b5 černý pěšec · a3 bílý střelec · b3 bílý pěšec · g3 bílý pěšec · a2 bílý pěšec · c2 bílý pěšec · d2 bílý pěšec · e2 bílý pěšec · f2 bílý pěšec · g2 bílý střelec · h2 bílý pěšec · a1 bílý věž · b1 bílý jezdec · d1 bílý dáma · e1 bílý král · g1 bílý jezdec · h1 bílý věž | a8 černý věž · b8 černý jezdec · d8 černý dáma · e8 černý král · f8 černý střelec · g8 černý jezdec · h8 černý věž · a7 černý pěšec · b7 černý střelec · c7 černý pěšec · d7 černý pěšec · e7 černý pěšec · f7 černý pěšec · g7 černý pěšec · h7 černý pěšec · b5 černý pěšec · a3 bílý střelec · b3 bílý pěšec · g3 bílý pěšec · a2 bílý pěšec · c2 bílý pěšec · d2 bílý pěšec · e2 bílý pěšec · f2 bílý pěšec · g2 bílý střelec · h2 bílý pěšec · a1 bílý věž · b1 bílý jezdec · d1 bílý dáma · e1 bílý král · g1 bílý jezdec · h1 bílý věž | a8 černý věž · b8 černý jezdec · d8 černý dáma · e8 černý král · f8 černý střelec · g8 černý jezdec · h8 černý věž · a7 černý pěšec · b7 černý střelec · c7 černý pěšec · d7 černý pěšec · e7 černý pěšec · f7 černý pěšec · g7 černý pěšec · h7 černý pěšec · b5 černý pěšec · a3 bílý střelec · b3 bílý pěšec · g3 bílý pěšec · a2 bílý pěšec · c2 bílý pěšec · d2 bílý pěšec · e2 bílý pěšec · f2 bílý pěšec · g2 bílý střelec · h2 bílý pěšec · a1 bílý věž · b1 bílý jezdec · d1 bílý dáma · e1 bílý král · g1 bílý jezdec · h1 bílý věž | a8 černý věž · b8 černý jezdec · d8 černý dáma · e8 černý král · f8 černý střelec · g8 černý jezdec · h8 černý věž · a7 černý pěšec · b7 černý střelec · c7 černý pěšec · d7 černý pěšec · e7 černý pěšec · f7 černý pěšec · g7 černý pěšec · h7 černý pěšec · b5 černý pěšec · a3 bílý střelec · b3 bílý pěšec · g3 bílý pěšec · a2 bílý pěšec · c2 bílý pěšec · d2 bílý pěšec · e2 bílý pěšec · f2 bílý pěšec · g2 bílý střelec · h2 bílý pěšec · a1 bílý věž · b1 bílý jezdec · d1 bílý dáma · e1 bílý král · g1 bílý jezdec · h1 bílý věž | a8 černý věž · b8 černý jezdec · d8 černý dáma · e8 černý král · f8 černý střelec · g8 černý jezdec · h8 černý věž · a7 černý pěšec · b7 černý střelec · c7 černý pěšec · d7 černý pěšec · e7 černý pěšec · f7 černý pěšec · g7 černý pěšec · h7 černý pěšec · b5 černý pěšec · a3 bílý střelec · b3 bílý pěšec · g3 bílý pěšec · a2 bílý pěšec · c2 bílý pěšec · d2 bílý pěšec · e2 bílý pěšec · f2 bílý pěšec · g2 bílý střelec · h2 bílý pěšec · a1 bílý věž · b1 bílý jezdec · d1 bílý dáma · e1 bílý král · g1 bílý jezdec · h1 bílý věž | a8 černý věž · b8 černý jezdec · d8 černý dáma · e8 černý král · f8 černý střelec · g8 černý jezdec · h8 černý věž · a7 černý pěšec · b7 černý střelec · c7 černý pěšec · d7 černý pěšec · e7 černý pěšec · f7 černý pěšec · g7 černý pěšec · h7 černý pěšec · b5 černý pěšec · a3 bílý střelec · b3 bílý pěšec · g3 bílý pěšec · a2 bílý pěšec · c2 bílý pěšec · d2 bílý pěšec · e2 bílý pěšec · f2 bílý pěšec · g2 bílý střelec · h2 bílý pěšec · a1 bílý věž · b1 bílý jezdec · d1 bílý dáma · e1 bílý král · g1 bílý jezdec · h1 bílý věž | a8 černý věž · b8 černý jezdec · d8 černý dáma · e8 černý král · f8 černý střelec · g8 černý jezdec · h8 černý věž · a7 černý pěšec · b7 černý střelec · c7 černý pěšec · d7 černý pěšec · e7 černý pěšec · f7 černý pěšec · g7 černý pěšec · h7 černý pěšec · b5 černý pěšec · a3 bílý střelec · b3 bílý pěšec · g3 bílý pěšec · a2 bílý pěšec · c2 bílý pěšec · d2 bílý pěšec · e2 bílý pěšec · f2 bílý pěšec · g2 bílý střelec · h2 bílý pěšec · a1 bílý věž · b1 bílý jezdec · d1 bílý dáma · e1 bílý král · g1 bílý jezdec · h1 bílý věž | a8 černý věž · b8 černý jezdec · d8 černý dáma · e8 černý král · f8 černý střelec · g8 černý jezdec · h8 černý věž · a7 černý pěšec · b7 černý střelec · c7 černý pěšec · d7 černý pěšec · e7 černý pěšec · f7 černý pěšec · g7 černý pěšec · h7 černý pěšec · b5 černý pěšec · a3 bílý střelec · b3 bílý pěšec · g3 bílý pěšec · a2 bílý pěšec · c2 bílý pěšec · d2 bílý pěšec · e2 bílý pěšec · f2 bílý pěšec · g2 bílý střelec · h2 bílý pěšec · a1 bílý věž · b1 bílý jezdec · d1 bílý dáma · e1 bílý král · g1 bílý jezdec · h1 bílý věž | 2 |
| 1 | a8 černý věž · b8 černý jezdec · d8 černý dáma · e8 černý král · f8 černý střelec · g8 černý jezdec · h8 černý věž · a7 černý pěšec · b7 černý střelec · c7 černý pěšec · d7 černý pěšec · e7 černý pěšec · f7 černý pěšec · g7 černý pěšec · h7 černý pěšec · b5 černý pěšec · a3 bílý střelec · b3 bílý pěšec · g3 bílý pěšec · a2 bílý pěšec · c2 bílý pěšec · d2 bílý pěšec · e2 bílý pěšec · f2 bílý pěšec · g2 bílý střelec · h2 bílý pěšec · a1 bílý věž · b1 bílý jezdec · d1 bílý dáma · e1 bílý král · g1 bílý jezdec · h1 bílý věž | a8 černý věž · b8 černý jezdec · d8 černý dáma · e8 černý král · f8 černý střelec · g8 černý jezdec · h8 černý věž · a7 černý pěšec · b7 černý střelec · c7 černý pěšec · d7 černý pěšec · e7 černý pěšec · f7 černý pěšec · g7 černý pěšec · h7 černý pěšec · b5 černý pěšec · a3 bílý střelec · b3 bílý pěšec · g3 bílý pěšec · a2 bílý pěšec · c2 bílý pěšec · d2 bílý pěšec · e2 bílý pěšec · f2 bílý pěšec · g2 bílý střelec · h2 bílý pěšec · a1 bílý věž · b1 bílý jezdec · d1 bílý dáma · e1 bílý král · g1 bílý jezdec · h1 bílý věž | a8 černý věž · b8 černý jezdec · d8 černý dáma · e8 černý král · f8 černý střelec · g8 černý jezdec · h8 černý věž · a7 černý pěšec · b7 černý střelec · c7 černý pěšec · d7 černý pěšec · e7 černý pěšec · f7 černý pěšec · g7 černý pěšec · h7 černý pěšec · b5 černý pěšec · a3 bílý střelec · b3 bílý pěšec · g3 bílý pěšec · a2 bílý pěšec · c2 bílý pěšec · d2 bílý pěšec · e2 bílý pěšec · f2 bílý pěšec · g2 bílý střelec · h2 bílý pěšec · a1 bílý věž · b1 bílý jezdec · d1 bílý dáma · e1 bílý král · g1 bílý jezdec · h1 bílý věž | a8 černý věž · b8 černý jezdec · d8 černý dáma · e8 černý král · f8 černý střelec · g8 černý jezdec · h8 černý věž · a7 černý pěšec · b7 černý střelec · c7 černý pěšec · d7 černý pěšec · e7 černý pěšec · f7 černý pěšec · g7 černý pěšec · h7 černý pěšec · b5 černý pěšec · a3 bílý střelec · b3 bílý pěšec · g3 bílý pěšec · a2 bílý pěšec · c2 bílý pěšec · d2 bílý pěšec · e2 bílý pěšec · f2 bílý pěšec · g2 bílý střelec · h2 bílý pěšec · a1 bílý věž · b1 bílý jezdec · d1 bílý dáma · e1 bílý král · g1 bílý jezdec · h1 bílý věž | a8 černý věž · b8 černý jezdec · d8 černý dáma · e8 černý král · f8 černý střelec · g8 černý jezdec · h8 černý věž · a7 černý pěšec · b7 černý střelec · c7 černý pěšec · d7 černý pěšec · e7 černý pěšec · f7 černý pěšec · g7 černý pěšec · h7 černý pěšec · b5 černý pěšec · a3 bílý střelec · b3 bílý pěšec · g3 bílý pěšec · a2 bílý pěšec · c2 bílý pěšec · d2 bílý pěšec · e2 bílý pěšec · f2 bílý pěšec · g2 bílý střelec · h2 bílý pěšec · a1 bílý věž · b1 bílý jezdec · d1 bílý dáma · e1 bílý král · g1 bílý jezdec · h1 bílý věž | a8 černý věž · b8 černý jezdec · d8 černý dáma · e8 černý král · f8 černý střelec · g8 černý jezdec · h8 černý věž · a7 černý pěšec · b7 černý střelec · c7 černý pěšec · d7 černý pěšec · e7 černý pěšec · f7 černý pěšec · g7 černý pěšec · h7 černý pěšec · b5 černý pěšec · a3 bílý střelec · b3 bílý pěšec · g3 bílý pěšec · a2 bílý pěšec · c2 bílý pěšec · d2 bílý pěšec · e2 bílý pěšec · f2 bílý pěšec · g2 bílý střelec · h2 bílý pěšec · a1 bílý věž · b1 bílý jezdec · d1 bílý dáma · e1 bílý král · g1 bílý jezdec · h1 bílý věž | a8 černý věž · b8 černý jezdec · d8 černý dáma · e8 černý král · f8 černý střelec · g8 černý jezdec · h8 černý věž · a7 černý pěšec · b7 černý střelec · c7 černý pěšec · d7 černý pěšec · e7 černý pěšec · f7 černý pěšec · g7 černý pěšec · h7 černý pěšec · b5 černý pěšec · a3 bílý střelec · b3 bílý pěšec · g3 bílý pěšec · a2 bílý pěšec · c2 bílý pěšec · d2 bílý pěšec · e2 bílý pěšec · f2 bílý pěšec · g2 bílý střelec · h2 bílý pěšec · a1 bílý věž · b1 bílý jezdec · d1 bílý dáma · e1 bílý král · g1 bílý jezdec · h1 bílý věž | a8 černý věž · b8 černý jezdec · d8 černý dáma · e8 černý král · f8 černý střelec · g8 černý jezdec · h8 černý věž · a7 černý pěšec · b7 černý střelec · c7 černý pěšec · d7 černý pěšec · e7 černý pěšec · f7 černý pěšec · g7 černý pěšec · h7 černý pěšec · b5 černý pěšec · a3 bílý střelec · b3 bílý pěšec · g3 bílý pěšec · a2 bílý pěšec · c2 bílý pěšec · d2 bílý pěšec · e2 bílý pěšec · f2 bílý pěšec · g2 bílý střelec · h2 bílý pěšec · a1 bílý věž · b1 bílý jezdec · d1 bílý dáma · e1 bílý král · g1 bílý jezdec · h1 bílý věž | 1 |
|   | a | b | c | d | e | f | g | h |   |

Fianchetto (výslovnost fijanketo, italsky malý svah) je taková situace v šachu, kdy táhne pěšec před jezdcem o jedno až dvě pole dopředu, na uprázdněné místo (tedy jedno pole před jezdcem) pak postoupí střelec.
Fianchetto je základ mnoha hypermoderních zahájení, jejichž účelem je obsadit střed šachovnice a následně podlomit a zničit střední část protivníkova postavení. Šlo o obvyklý způsob hry ve staré Indii. Fianchetto obvykle není považováno za vhodné v otevřených hrách.
Za jednu z hlavních výhod fianchetta je často považováno to, že se vyvinutý střelec stane aktivnějším. Protože střelec obsazuje diagonálu šachovnice (buď h1-a8 nebo a1-h8, podle toho, kterým střelcem je fianchetto provedeno), a tudíž může kontrolovat mnoho polí, stává se silnou útočnou zbraní. Nicméně pozice fianchetta přináší také možnosti pro protihráče: pokud je možno vyměnit fianchettujícího střelce, pole dosud střelcem chráněná jsou oslabena a mohou se stát terčem snadného útoku (zejména, pokud je fianchetto prováděno na královské straně šachovnice). Dále není možno snadno vyměnit fianchettujícího střelce, pokud provedl fianchetto i protivníkův střelec stejné barvy.
Diagram vpravo ukazuje tři rozdílné druhy fianchetta. Bílý královský střelec je v klasickém fianchettu, kdy pěšák před jezdcem postupuje jen o jedno pole a střelec pak ovládá celou diagonálu. Toto je nejobvyklejší typ fianchetta, používaný v mnoha zahájeních.
Černý pěšec na dámském křídle postoupil o dvě pole. Tomuto typu se říká dlouhé fianchetto. Pěšec na poli b5 dále kontroluje pole c4, což je často výhodné. Dlouhé fianchetto na královském křídle je vzácnější, protože napadá slabší pole a oslabuje pěšáky.
Manévr, kdy bílý střelec na dámském křídle postoupil až na pole a3, je někdy nazýván prodloužené fianchetto. Cílem této formy fianchetta je pole f8. Pokud černý táhne pěšcem na sloupci e, bílý střelec sebere černého a může být vzat pouze černým králem, čímž by černý přišel o rošádu.